# モーブージュ・コンストラクション・オートモーティブ
モーブージュ・コンストラクション・オートモーティブ（Maubeuge Construction Automobile、通称：MCA）はフランスのモブージュにあるルノーの子会社。大型バスを製造していたショーソン（Société des usines Chausson、ソシエテ・デ・ウシン・ショーソン）社をルーツとする。
1969年、モブージュにショーソンが設立され、翌1970年には同じフランスの自動車メーカーであるルノーとプジョーが加わり、株式の52％はショーソンが所有し、ルノーが24%、プジョーが24%を所有していた。
1971年9月23日に組立工場が開設されるも、翌年、ショーソンは生産したモデルの販売が低調。結果、ルノー・プジョーとのパートナーシップが破綻し、1978年にルノーが工場の全株式を購入したことで「モーブージュ・ショーソン・オートモービル（Maubeuge Chausson Automobile）」へと改名し、2年後の1980年にはMCAの略称はそのままに、現在の社名へと発展した。
MCA設立当初は乗用車も製造していたが、1990年代以降は商用車（LCV）に特化している。
2011年には電気自動車である「カングー Z.E.の、翌2012年にはメルセデス・ベンツ・シタンの生産をスタートさせている。後者はダイムラーとのアライアンスによる初めてのケースである。

## 現在の生産車種
- ルノー・カングー
- メルセデス・ベンツ・シタン / Tクラス / EQT
- 日産・タウンスター

## 過去の生産車種
- ルノー・15
- ルノー・18
- ルノー・19
- ルノー・フエゴ
- ルノー・21
- ルノー・メダリオン
- ルノー・エクスプレスI
- ルノー・カングー ビボップ
- 日産・NV250